# Departamento de San Martín (kommun i Argentina, Santiago del Estero)
Departamento de San Martín är en kommun i Argentina.   Den ligger i provinsen Santiago del Estero, i den norra delen av landet, 900 km nordväst om huvudstaden Buenos Aires. Antalet invånare är 9 854.
Trakten runt Departamento de San Martín består i huvudsak av gräsmarker. Runt Departamento de San Martín är det mycket glesbefolkat, med 5 invånare per kvadratkilometer.